# 新和有限公司
新和有限公司，簡稱新和（英語：Sinwa Limited，SGX：5CN），在1960年由多名創立專門在中國內地和澳大利亞經營物流油船業。

## 历史
該股份在2003年2月28日於新加坡交易所創業板上市，其後在2006年1月13日轉在主板上市。招股價為0.23坡元，配售股份為25,000,000股，集資額為6,250,000坡元。總部位於 28 Joo Koon Circle Singapore 629057。

## 連結
- SinwaGlobal.com （页面存档备份，存于）